# Levski Sofia (volley-ball)
Le Levski Siconco Sofia est un club omnisports bulgare fondé en 1911 et basé à Sofia. Cet article traite de la section volley-ball, fondée en 1943. Pour les autres sections, voir Levski Sofia.

## Palmarès
Levski Sofia (volleyball-masculin)
- Championnat de Bulgarie (15)
  - Vainqueur : 1945, 1959, 1980, 1985, 1992, 1997, 1999, 2000, 2001, 2002, 2003, 2004, 2005, 2006, 2009
- Coupe de Bulgarie (17)
  - Vainqueur : 1960, 1966, 1968, 1972, 1980, 1983, 1987, 1989, 1996, 1997, 2000, 2001, 2003, 2004, 2006, 2012, 2014

Levski Sofia (volleyball-féminin)
- Championnat de Bulgarie (29)
  - Vainqueur : 1959, 1961, 1962, 1963, 1964, 1965, 1966, 1967, 1970, 1971, 1972, 1973, 1974, 1975, 1976, 1977, 1980, 1981, 1984, 1990, 1996, 1997, 1998, 1999, 2001, 2002, 2003, 2009, 2014

- Coupe de Bulgarie (27)
  - Vainqueur : 1959, 1960, 1961, 1966, 1967, 1970, 1972, 1973, 1974, 1978, 1980, 1987, 1990, 1991, 1992, 1994, 1997, 1998, 1999, 2001, 2002, 2003, 2005, 2006, 2009, 2014, 2016

## Joueurs et personnalités du club

### Entraineurs
- 1967-1968 :  Mitko Dimitrov
- 1969-1970 :  Boris Gyuderov
- 1984-1985 :  Georgiy Cholov
- 1990-1991 :  Vladimir Alekno
- 1998-2000 :  Brunko Iliev
- 2001-2004 :  Milorad Kijac
- 2005-2008 :  Martin Stoev
- 2008-2009 :  Brunko Iliev
- 2010-2012 :  Nikolay Jeliazkov
- 2012-2013 :  Martin Stoev
- 2013-2014 :  Giuseppe Lorizio
- 2016-2017 :  Petar Shopov
- 2018-2019 :  Vladimir Nikolov
- 2019-2022 :  Andrej Zhekov
- 2022- :  Nikolay Jeliazkov

### Joueurs majeurs
- Vladimir Nikolov  Bulgarie (pointu, 2,00 m)
- Hristo Tsvetanov  Bulgarie (central, 1,98 m)
- Boyan Yordanov  Bulgarie (pointu, 1,97 m)